# Malephora verruculoides
Malephora verruculoides är en isörtsväxtart som först beskrevs av Otto Wilhelm Sonder, och fick sitt nu gällande namn av Schwant. Malephora verruculoides ingår i släktet Malephora och familjen isörtsväxter. Inga underarter finns listade i Catalogue of Life.